# Avila (travhäst)
Avila, född 5 mars 2010, är en fransk varmblodig travhäst. Hon tränades och kördes av Thierry Duvaldestin.
Avila började tävla 2012 och segrade i tre av fem starter under sin första säsong på tävlingsbanan. Hon sprang under sin karriär in 481 700 euro på 19 starter varav 7 segrar, 2 andraplatser och 3 tredjeplats. Hennes största segrar togs i loppen Critérium des Jeunes (2013) och Prix de l'Étoile (2013).
Hon har även segrat i Prix Masina (2013), Prix Guy Deloison (2013) och på andraplats i Prix Gélinotte (2013), Prix Annick Dreux (2013) och på trejeplats i Prix Une de Mai (2012), Prix Uranie (2013) och Prix Reine du Corta (2013).

## Avkommor
Hon har lämnat flertal stjärnor i avlen bland annat Havana d'Aurcy född (2017, död 2020), Kanada född (2020), Lucky d'Aurcy född (2021).

## Statistik
| Statistik för Avila (Ref.) | Statistik för Avila (Ref.) | Statistik för Avila (Ref.) | Statistik för Avila (Ref.) | Statistik för Avila (Ref.) | Statistik för Avila (Ref.) |
| -------------------------- | -------------------------- | -------------------------- | -------------------------- | -------------------------- | -------------------------- |
| Starter                    | Placeringar                | Startprissumma             | Segerprocent               | Platsprocent               | Rekord                     |
| 19                         | 7-2-3                      | 481 700 euro               | 37 %                       | 63 %                       | 1.12,7ak,                  |

### Större segrar
| År   | Lopp                 | Kusk                | Vinstbelopp | Grupp   |
| ---- | -------------------- | ------------------- | ----------- | ------- |
| 2013 | Critérium des Jeunes | Thierry Duvaldestin | 100 000 EUR | Grupp 1 |
| 2013 | Prix Masina          | Thierry Duvaldestin | 54 000 EUR  | Grupp 2 |
| 2013 | Prix Guy Deloison    | Thierry Duvaldestin | 54 000 EUR  | Grupp 2 |
| 2013 | Prix de l'Étoile     | Thierry Duvaldestin | 108 000 EUR | Grupp 1 |